# Heminothrus minor
Heminothrus minor är en kvalsterart som beskrevs av Aoki 1969. Heminothrus minor ingår i släktet Heminothrus och familjen Camisiidae. Inga underarter finns listade i Catalogue of Life.